# Agnatha
Os ágnatos (Agnatha, do grego ἀ- a- e γνάϑος gnáthos, mandíbula, literalmente: "sem mandíbulas") são um grupo parafilético  de vertebrados aquáticos que, juntamente com os condríctios e os osteíctios, formam o grupo parafilético conhecido popularmente como peixes. Na classificação tradicional lineana são considerado como uma superclasse. É um dos primeiros grupos de peixes a se divergir dentro dos vertebrados. Uma das principais características do grupo é a ausência de um aparato mordedor derivado dos arcos branqueais (ou seja, os animais não possuem mandíbulas). Os principais integrantes deste grupo são as mixinas ("feiticeiras"), os Petromyzontida ("lampreias") e os "Ostracodermes".
O surgimento dos agnatos data a partir do início do Cambriano, com o surgimento dos primeiros fósseis, como os fósseis de Myllokumingia, na China. Apesar da grande diversificação desses animais, apenas dois grupos sobrevivem atualmente, que são as feiticeiras (Myxini) e lampreias (Petromyzontida). Estes dois grupos de agnatos viventes formam o grupo Cyclostomata.
O grupo dos agnatos é parafilético, pois este exclui todos os grupos de vertebrados com mandíbulas (Gnathostomata). Apesar da parafilia do grupo, estudos recentes usando microRNA provaram que o grupo Cyclostomata (feiticeiras e lampreias) é monofilético.  Espécies atuais adultas ou são ectoparasitas de peixes (como algumas espécies de lampreias) ou são necrófagas (maioria das feiticeiras). No passado, ocuparam diversos nichos ecológicos, tanto em águas doces como marinhas, mas declinaram rapidamente no Devoniano Superior.

## Características Principais
- As mandíbulas estão ausentes.
- As nadadeiras (barbatanas) pares estão ausentes na maioria das espécies. As barbatanas peitorais estavam presentes em algumas formas extintas.
- As espécies primitivas tinham a pele revestida por fortes escamas ósseas, que já não existem nas atuais.
- As partes internas do esqueleto eram cartilaginosas. Nas formas atuais e porventura nas espécies extintas também não eram ossificadas. O notocórdio embrionário persiste nos adultos.
- Um olho pineal mediano e fotossensível está presente.
- As espécies atuais apresentam uma narina única e mediana, localizada à frente do olho pineal, mas algumas espécies extintas possuíam um par de aberturas nasais.
- Sete ou mais aberturas branquiais estão presentes. A faringe era utilizada para alimentação por filtração, nas larvas e nos adultos das espécies extintas.

## Primeiros Fósseis
Os primeiros fósseis encontrados no registro histórico datam a partir do Cambriano Inferior. O fóssil mais antigo pertence à Myllokumingia, encontrado na China. O fóssil possui uma cabeça não muito definida, mas é possível observar a boca sem mandíbula, miômeros em forma de V e outros órgãos internos, como a notocorda e a cavidade do coração. Outros dois fósseis foram encontrados na proximidade, nomeados de Haikouichthys e Zhongjianichthys'. Todos estes fósseis foram depois agrupados no grupo Myllokunmingiidae, e constituem os primeiros agnatos que se tem conhecimento.

## Cyclostomata
Os ciclostomados são representados pelas lampreias (Petromyzontida) e feiticeiras (Myxiniformes), que são os únicos grupos viventes de agnatos. Possuem aproximadamente 120 espécies, podendo se distribuir em água doce e salgada.  Não têm capacidade para ossificar o seu esqueleto, então possuem apenas peças cartilaginosas aos pares, dispostas ao longo da medula. Possuem um sistema de linha lateral na região anterior do corpo.

### Myxiniformes (Feiticeiras)
As feiticeiras são animais inteiramente marinhos e possuem cerca de 70 espécies. Possuem um corpo alongado que pode alcançar um metro de largura. Podem possuir uma única abertura branqueal, como no caso da subfamília Myxininae, ou muitas aberturas, como na subfamília Eptatretidae. Elas possuem somente uma cavidade nasal e olhos pouco desenvolvidos.
- Alimentação

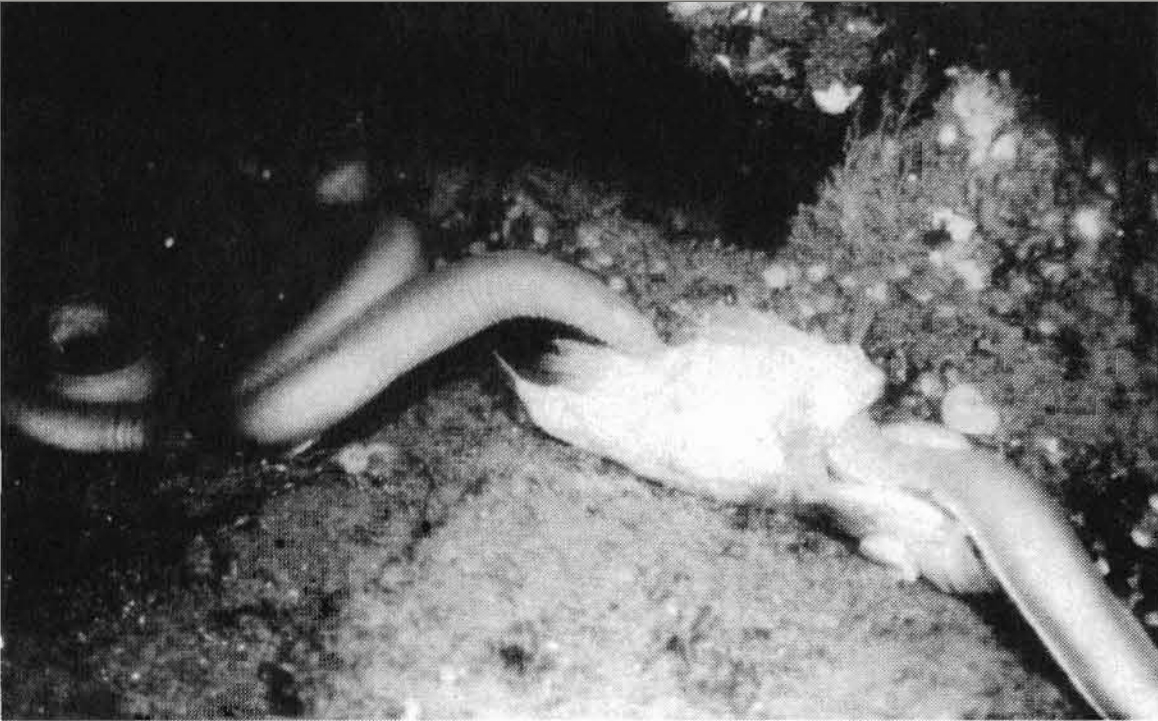
Duas feiticeiras se alimentando de um peixe morto.

As feiticeiras são em sua maioria necrófagas, ou seja, se alimentam de restos orgânicos (organismos mortos). Sua boca em forma circular se prende ao substrato, depois o animal enrola todo o seu corpo, formando um "nó", e com o seu próprio corpo ele consegue empurrar o substrato, conseguindo então arrancar uma pequena porção. Ele repete isso algumas vezes, retirando mais e mais pedaços. Sua língua possui estruturas semelhantes a dentes, os dentes córneos, que utilizam para raspar a carne das presas e desenrolar vermes. Também podem se alimentar de pequenos invertebrados.
- Fuga

As feiticeiras possuem glândulas de muco por todo o seu corpo. Quando predadas, elas liberam esse muco por meio de poros para poder deslizar por entre os predadores ou até para tapar as suas brânquias. Elas também se enrolam pelo corpo para dificultar a ação do predador e para facilitar o deslizamento.
- Esqueleto e crânio

Seu crânio é pequeno e pouco desenvolvido, coberto por uma estrutura membranosa. O seu esqueleto não é ossificado, mas sim cartilaginoso.
- Circulação

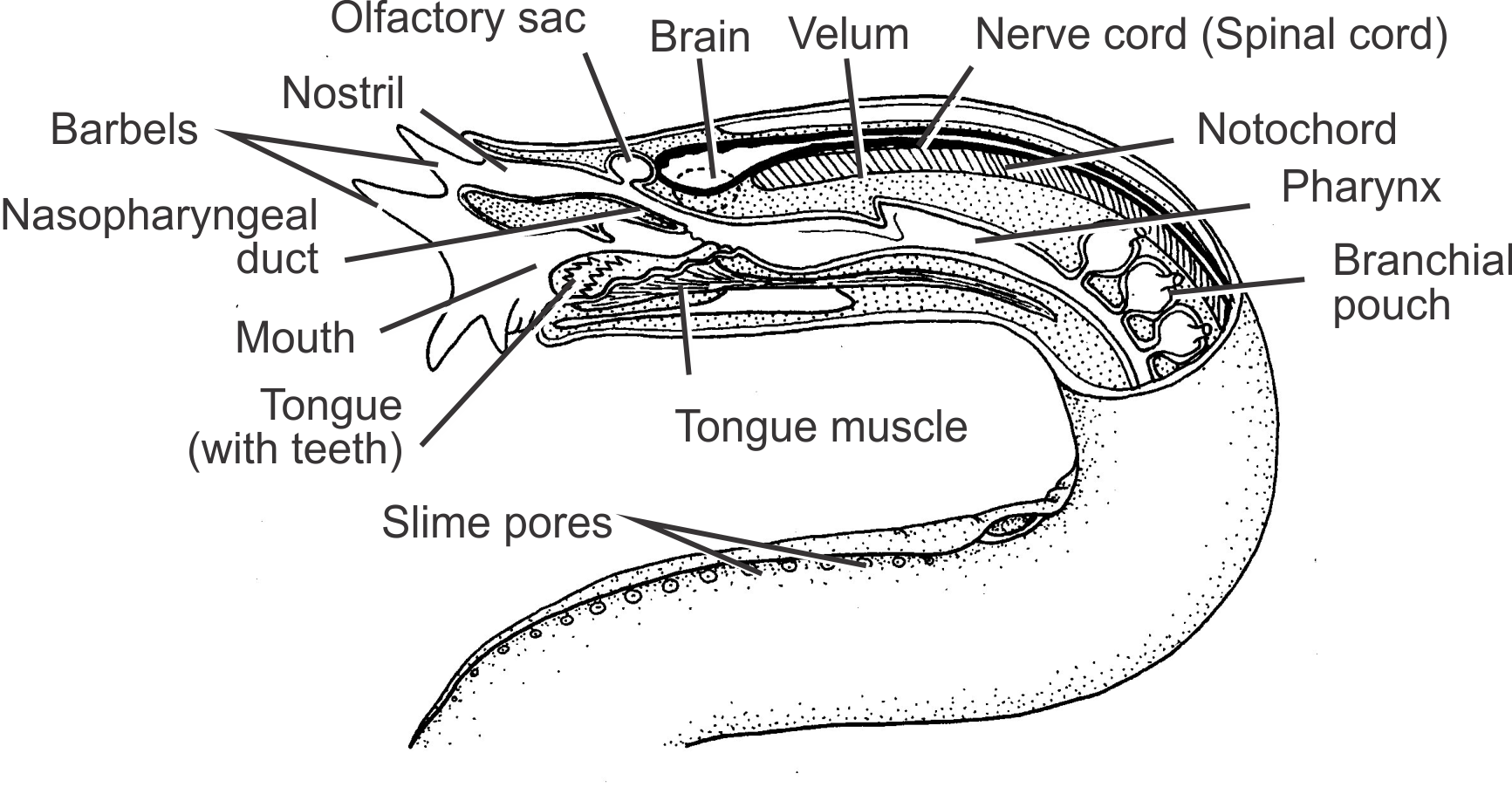
Estruturas presentes na porção superior da feiticeira

Possui quatro corações ao longo do corpo (um próximo a cauda, um branquial, um cardeal e outro portal), mas nenhum deles é inervado, ou seja, não são controlados pelo Sistema Nervoso. O bombeamento do coração caudal é feito por musculatura extrínseca e placas de cartilagem, enquanto coração branquial possui musculatura cardíaca, e é homólogo ao dos outros vertebrados.
- Respiração

A respiração é branquial. O número de branquias varia bastante entre os grupos, que podem conter somente um par, ou até 16 pares. A água passa pela narina única, e a corrente é gerada pela contração do coração branquial pela ação de uma estrutura chamada velum (ou véu). Esta estrutura age como uma comporta, liberando ou impedindo a corrente de água proveniente da abertura nasal.
- Reprodução

Algumas espécies são hermafroditas, porém a maioria não é verdadeira (apesar de possuírem os dois órgãos sexuais, apenas um tipo de gônada é funcional). Seus ovos são grandes e possuem vitelo. Os ovos se fixam uns nos outros ou no substrato através de ganchos presentes na borda. Cada indivíduo pode pôr aproximadamente 30 ovos em uma desova. O desenvolvimento é direto (não possui estágio larval).

### Petromyzontida (Lampreias)
As lampreias estão distribuídos tanto em água doce quanto em água salgada e possuem cerca de 50 espécies. São divididas em três famílias, a Petromyzontidae, a Geotriidae e a Mordaciidae. Possuem um corpo alongado que pode atingir pouco mais que um metro de largura. Já possuem estruturas que assemelham-se à vértebras, porém são cartilaginosas (recebem o nome de Arcualia), sendo que estas se distribuem em pares ao longo da notocorda. Possuem um olho pineal na região superior da cabeça, responsável pela distinção entre claro e escuro. Além das nadadeiras caldais, também presentes nas feiticeiras, possuem nadadeiras dorsais sustentadas por raios cartilaginosos.
- Alimentação

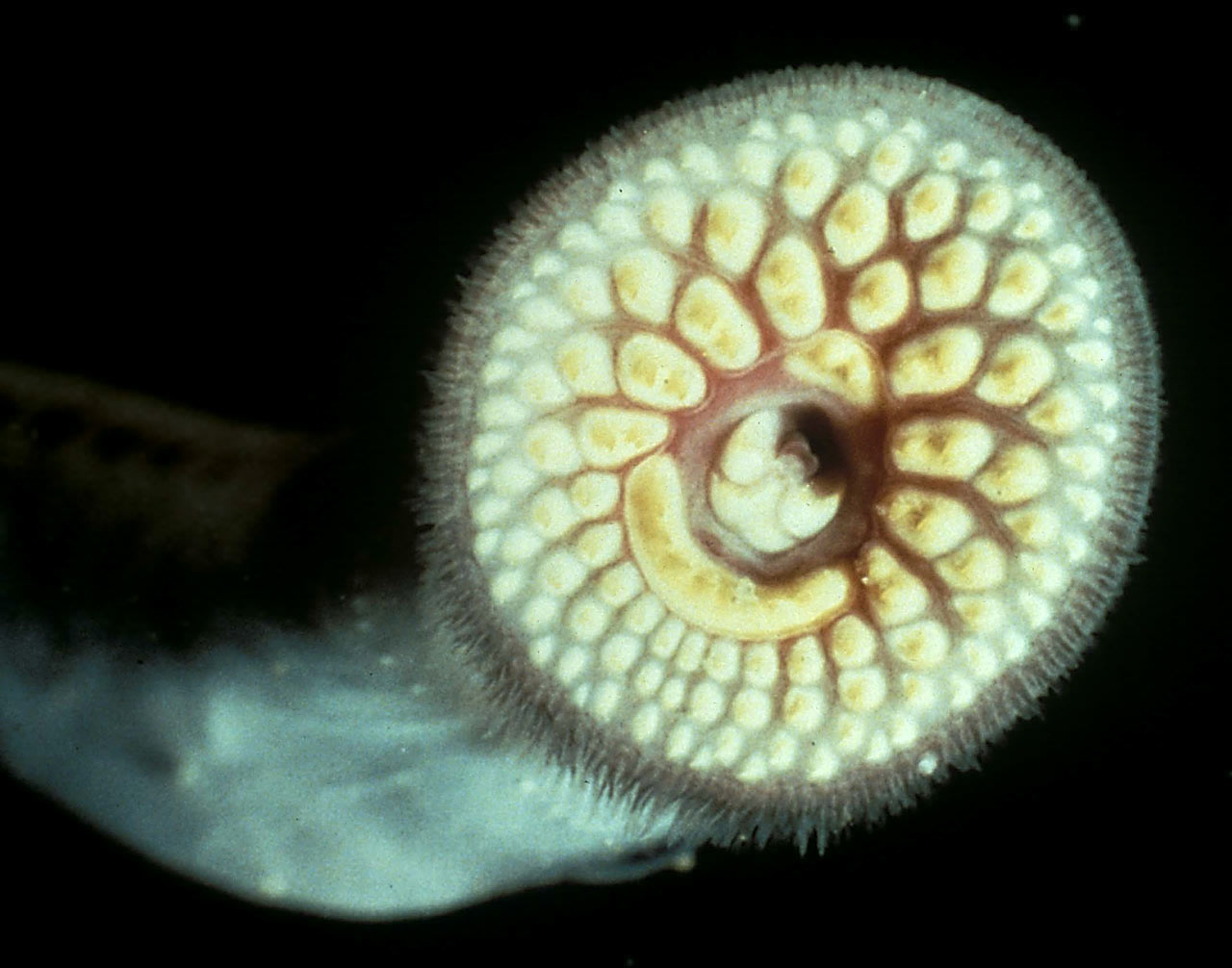
Aparato bucal de uma lampreia.

Grande parte das lampreias são parasitas de outros peixes, porém é possível encontrar adultos que não se alimentam. As lampreias possuem, em sua boca circular, diversos dentes córneos, assim como a sua língua. Isso permite uma melhor fixação nas presas, onde realizam ferimentos rasos, sem que mate-as, porém deixando-as debilitadas. O trato digestório é reto e simples, e o estômago é ausente.
- Respiração

As lampreias possuem exatos sete pares de fendas branquiais que se abrem logo atrás da cabeça. Possuem também o velum (ou véu) que nem as feiticeiras, e o fechamento da circulação por ele pode proporcionar uma melhor fixação do animal sobre o hospedeiro parasitado. A abertura nasal na ponta de sua cabeça não está relacionada com a respiração. Essa abertura se encontra com um ducto (abertura naso-hipofisária), de função desconhecida, que se dirige a hipófise do animal.
- Reprodução

Todas as espécies de lampreias marinhas são anádromas, ou seja, se desenvolvem em água salgada, mas sobem o rio para se reproduzir. O desenvolvimento é indireto (possui forma larval), sendo que a larva é muito diferente da forma adulta. As larvas, chamadas de amocete, são filtradoras de partículas em suspensão. Possuem ambos os tecido reprodutivos masculino e feminino, e somente após o período da metamorfose é que um tipo de tecido prevalece. O período larval pode durar de 3 a 7 anos, e cada fêmea adulta produz milhares de ovos em uma desova. Apesar disso, os ovos não possuem tecidos de revestimento especializado como nos das feiticeiras.
- Circulação

Possuem somente um coração com três câmaras, que é inervado pelo Sistema Nervoso Parassimpático (Nervo Vago). Apesar de apresentarem somente um coração (enquanto as feiticeiras apresentam quatro), a pressão sanguínea chega a ser cinco vezes maior nesse grupo do que nas feiticeiras.

## Conodontes

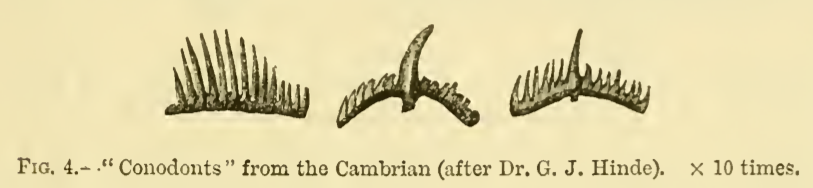
Exemplos de elementos conodontes do Cambriano.

Os Conodontes eram agnatos de corpo mole e alongado, parecidos com feiticeiras. Possuíam miômeros em forma de V e raios de nadadeiras caudais. Microfósseis encontrados na China datados do Cambriano Superior confundiu muitos pesquisadores por algum tempo. Estes microfósseis, chamados de elementos conodontes, são fragmentos de fosfato que possuem a forma de um pente, que levou a várias especulações de que pertenciam à moluscos ou outros organismos marinhos. Porém, estudos recentes de tecidos mineralizados provaram que estes elementos eram similares à dentina provenientes de vertebrados. Estes elementos são fragmentos da dentição dos Conodontes, usados para cortar e esmagar o alimento. Isto, mais a presença de olhos relativamente grandes, da notocorda e dos miômeros em V, sugere que a alimentação destes animais era bem específica, e que também se alimentavam de partículas alimentares grandes.

## "Ostracodermes"

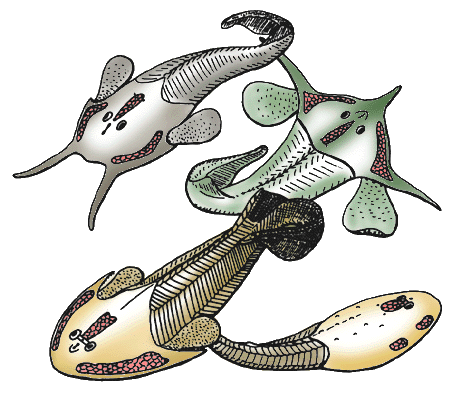
Alguns indivíduos ostracodermos da classe Osteostraci.

Os "Ostracodermes" são grupos de peixes que surgiram no final do Cambriano, mas sua maior radiação aconteceu nos períodos Siluriano e Devoniano. É um grupo parafilético, pois algumas espécies classificados como "Ostracodermes" estão mais aparentadas ao grupo dos gnatostomados. Os indivíduos que pertencem a este grupo são reconhecidos pelo seu grande revestimentos de ossos dérmicos, as vezes formando carapaças ou somente escamas. Estes revestimentos se assemelhavam à armaduras. Embora possuíssem exoesqueletos (os revestimentos) bem desenvolvidos, o esqueleto interno era pouco desenvolvido ou ausente. Geralmente os indivíduos do grupo não cresciam tanto. Um indivíduo adulto ficava em média entre 10 e 50 centímetros.

## Classificação
- Superclasse Agnatha
  - Classe ?
    - Ordem Myllokunmingiida †
      - Família Myllokunmingiidae †
        - Gênero Myllokumingia †
        - Gênero Haikouichthys †
        - Gênero Zhongjianichthys †

  - Classe Cyclostomata
    - Ordem Petromyzontiformes
      - Família Petromyzontidae

    - Ordem Myxiniformes
      - Família Myxinidae
        - Gênero Myxinikela (único extinto) †
        - Demais gêneros de feiticeiras

  - Classe Conodonta †
  - "Ostracodermos" (na literatura às vezes aparece como classe Ostracodermi ) †
    - Classe Anaspida †
    - Classe Thelodonti †
    - Classe Osteostraci †
    - Classe Pituriaspida †
    - Classe Galeaspida †
    - Classe Pteraspidomorphi †
      - Subclasse Heterostraci †
      - Subclasse Arandaspida †
      - Subclasse Astraspida †
      - Subclasse Eriptychiida †

## Evolução
Não é muito claro a evolução dos agnatos na literatura, pois não possuem muitas filogenias recentes e datadas. Acredita-se que o primeiro grupo a se divergir dentro dos agnatos foi o grupo dos Myllokunmingiidae, que se apresenta somente em registro fóssil. A segunda divergência foi a da classe Cyclostomata, grupo monofilético que contêm as lampreias (Petromyzontida) e feiticeiras (Myxiniformes). A terceira divergência foi a do grupo dos Conodontes. Por último, se divergiu os "Ostracodermos", com alguns grupos dentro deste mais aparentados com os gnatostomados.